# Amphipyra magna
Amphipyra magna là một loài bướm đêm trong họ Noctuidae.